# Witheringia
Genre
Witheringia est un genre de plantes de la famille des Solanaceae.

## Liste d'espèces
Selon NCBI (16 avr. 2012) :
- Witheringia coccoloboides
- Witheringia correana
- Witheringia cuneata
- Witheringia macrantha
- Witheringia maculata
- Witheringia meiantha
- Witheringia mexicana
- Witheringia solanacea